# Єжи Сколімовський (веслувальник)
Єжи Сколімовський (англ. Jerzy Skolimowski, 9 грудня 1907 — 12 лютого 1985) — польський академічний веслувальник.
Срібний призер Олімпійських Ігор 1932 року в складі розпашної двійки зі стерновим, бронзовий призер 1932 року в складі розпашної четвірки зі стерновим.
Срібний призер Чемпіонату Європи 1933 року в складі розпашної двійки зі стерновим.